# Mickelia hemiotis
Mickelia hemiotis är en träjonväxtart som först beskrevs av William Ralph Maxon, och fick sitt nu gällande namn av R. C. Moran, Labiak och Sundue. Mickelia hemiotis ingår i släktet Mickelia och familjen Dryopteridaceae. Inga underarter finns listade.